# Amblyceps caecutiens
Pez Bago es una especie de pez de la familia Amblycipitidae en el orden de los Siluriformes.

## Morfología
- Los machos pueden llegar alcanzar los 5,6 cm de longitud total.
- Número de  vértebras: 40-41.[2][3]

## Hábitat
Es un pez de agua dulce y de clima tropical.

## Distribución geográfica
Se encuentran en Asia:  cuenca del río Bago (Birmania).